# Gabriel Tița-Nicolescu
Gabriel Tița-Nicolescu (n. 23 octombrie 1974) este doctor in drept, ocupand functia de  conferențiar  universitar în cadrul Facultății de Drept 
a Universității Transilvania din Brașov, precum si avocat inscris in Baroul Brasov. Începand cu anul 2006, aceasta a devenit si 
Arbitru la Curtea de Arbitraj Comercial de pe lângă Camera de Comerț si Industrie Brașov.
Născut in comuna Mozăceni, Jud. Argeș, acesta a absolvit in anul 1993 Liceul Electrotehnic 
din Curtea de Argeș. După terminarea liceului de profil electrotehnic, Gabriel  Tița-Nicolescu 
a considerat faptul că nu are înclinație pentru acest domeniu, astfel că, in anul 1997 a absolvit 
Facultatea de Drept, din cadrul Academiei de Poliție ,,Alexandru Ioan Cuza" din București. 
Dorind o perfecționare in domeniul juridic, în anul 2003 acesta își susține teza de doctorat 
la Universitatea din București la Prof. Univ. Dr. Stanciu Carpenaru, urmând ca un an mai târziu sa devină absolvent al Facultății de 
Științe Economice din cadrul Universității ,, I.C.Drăgan’’.
De asemenea, in anul 2002-2004 efectuează studii aprofundate de psihopedagogie în cadrul 
Universității Transilvania din Brașov. În anul 1997 a devenit inspector in cadrul Serviciului de Investigare 
a Fraudelor din cadrul IPJ Brașov.
Mai mult, in calitate de unic autor acesta a publicat câteva articole si monografii, dintre care „Tratat de Dreptul Afacerilor, Persoanele Juridice, Vol. I” la editura Wolters.Kluwer, 2009; și Leasing, la editura C.H. Beck, 2006, cursul universitar "Teoria generală a obligațiilor contractuale" la editura Universul Juridic 2016.